# Новак, Деннис
Деннис Новак (нем. Dennis Novak; род. 28 августа 1993 года) — австрийский профессиональный теннисист.

## Биография
Отец — Манфред; мать — Криста; есть сестра — Бьянка.
Начал играть в теннис в восемь лет вместе с отцом. Любимая поверхность — трава; любимый турнир — Кицбюэль; кумиром во время взросления был Роджер Федерер.
Дружит с теннисистом Домиником Тимом, с которым Новак из одного города и родился на шесть дней раньше Тима. Болельщик футбольного клуба Реал Мадрид.

## Спортивная карьера
Свой первый матч на профессиональном уровне сыграл Новак сыграл в 2011 году. Первых финалов на турнирах младшей серии «фьючерс» достиг летом 2012 года. На следующий год он добился первых титулов на «фьючерсах» в одиночном и парном разрядах. В июле 2013 года он дебютировал в Мировом туре, попав через квалификацию на домашний турнир в Кицбюэле. В первом раунде он уступил в двух сетах Андреасу Хайдер-Мауреру. В августе 2015 года Новак выиграл первый матч в основном туре. Попав на турнир в Кицбюэле, благодаря уайлд-кард, в первом раунде обыграл Аляжа Бедене.
В марте 2016 года Новак дебютировал за сборную Австрии в Кубке Дэвиса. В июле на турнире в Кицбюэле он сыграл в парном разряде в дуэте с известным соотечественником Домиником Тимом и их команда осталась в шаге от завоевания главного приза, проиграв на решающем тай-брейке два мяча первым номерам посева Уэсли Колхофу и Матве Мидделкопу.
До 2018 года Новак не мог подняться на новый уровень, играя в основном на базовых турнирах. За восемь лет взрослой карьеры он смог выиграть 23 одиночных и 4 парных «фьючерса». В январе 2018 года он квалифицировался на Открытый чемпионат Австралии, в котором проиграл в первом круге Григору Димитрову. Для Новака это первое участие в основной сетке на турнирах серии Большого шлема. В июле он также смог отобраться на Уимблдонский турнир, где вышел в третий круг, выиграв у Питера Полански и Люки Пуя и проиграв Милошу Раоничу из Канады. В августе 2018 прошёл квалификацию на Открытый чемпионат США (третья победа в отборе на Большой шлем в сезоне), но в первом же круге уступил Бенуа Перу из Франции.
В апреле 2019 года на Тайване Новак смог выиграть первый в карьере турнир из серии «челленджер». Из трёх попыток в сезоне попасть на Большой шлем одна — на Уимблдоне увенчалась успехом, однако он проиграл в первом раунде Мартону Фучовичу. В ноябре он выиграл второй в сезоне «челленджер» в Словакии. На старте сезона 2020 года Новак впервые смог войти в топ-100 мирового рейтинга. Он смог выиграть квалификацию на Открытый чемпионат Австралии и в первом раунде провёл пятисетовый матч против Хуберта Хуркача, который в итоге проиграл. В марте австриец занял самую высокую в карьере — 85-ю строчку одиночного рейтинга. В сезоне он выступил на Открытом чемпионате США (в первом раунде в пяти сетах уступил Алехандро Давидовичу) и на Ролан Гаррос (в первом раунде проиграл в трёх сетах Александру Звереву. В октябре Новак смог выйти в четвертьфинал турнира в Кёльне. Сезон 2020 года он завершил в топ-100.
Открытый чемпионат Австралии завершился для Новака в первом раунде поражением от Адриана Маннарино. Затем он смог выйти в 1/4 финала зального турнира в Монпелье. На Ролан Гаррос и Уимблдоне он также, как и в Австралии, проиграл в первом же раунде. Осенью он достиг финала на «челленджере» в Орлеане. В 2022 году Новак прошёл через квалификацию на один Большой шлем — Уимблдон, где смог выиграть один матч и пройти во второй раунд. До конца сезона он смог ещё дважды выйти в финал на «челленджерах».
В январе 2023 года Новак победил на «челленджере» в Таиланде.

## Рейтинг на конец года
| Год  | Одиночный рейтинг | Парный рейтинг |
| 2023 | 165               | 827            |
| 2022 | 180               | 962            |
| 2021 | 119               | 730            |
| 2020 | 96                | 448            |
| 2019 | 172               |                |
| 2018 | 140               | 438            |
| 2017 | 225               | 774            |
| 2016 | 248               | 336            |
| 2015 | 211               | 740            |
| 2014 | 320               | 757            |
| 2013 | 369               | 969            |
| 2012 | 708               | 1304           |

## Выступление на турнирах

### Финалы челленджеров и фьючерсов в одиночном разряде (39)

#### Победы (26)
| Условные обозначения |
| Челленджеры (3)*     |
| Фьючерсы (23+4)      |

| Титулы по покрытиям | Титулы по месту проведения матчей турнира |
| ------------------- | ----------------------------------------- |
| Хард (11)*          | Зал (2)                                   |
| Грунт (14+4)        | Зал (2)                                   |
| Трава (0)           | Открытый воздух (24+4)                    |
| Ковёр (1)           | Открытый воздух (24+4)                    |

* количество побед в одиночном разряде + количество побед в парном разряде.
| №   | Дата            | Турнир                 | Покрытие    | Соперник в финале   | Счёт              |
| 1.  | 3 марта 2013    | Нетания, Израиль       | Хард        | Стефан Зейферт      | 6-2 6-3           |
| 2.  | 11 августа 2013 | Вельс, Австрия         | Грунт       | Оливер Голдинг      | 6-2 6-7(2) 7-6(1) |
| 3.  | 3 ноября 2013   | Ираклион, Греция       | Хард        | Федерико Гайо       | 6-4 6-2           |
| 4.  | 16 февраля 2014 | Шарм-эш-Шейх, Египет   | Грунт       | Маттео Марраи       | 7-6(5) 6-1        |
| 5.  | 23 февраля 2014 | Шарм-эш-Шейх, Египет   | Грунт       | Марк Хинер          | 6-4 6-4           |
| 6.  | 10 августа 2014 | Вельс, Австрия         | Грунт       | Петер Хеллер        | 6-4 1-6 6-3       |
| 7.  | 17 августа 2014 | Инсбрук, Австрия       | Грунт       | Бастиан Тринкер     | 6-3 6-2           |
| 8.  | 8 февраля 2015  | Шарм-эш-Шейх, Египет   | Хард        | Ярослав Поспишил    | 2-6 6-3 7-6(6)    |
| 9.  | 15 февраля 2015 | Шарм-эш-Шейх, Египет   | Хард        | Ярослав Поспишил    | 6-7(5) 6-3 7-6(2) |
| 10. | 5 апреля 2015   | Анталья, Турция        | Хард        | Томислав Бркич      | 6-3 6-3           |
| 11. | 19 апреля 2015  | Шарм-эш-Шейх, Египет   | Хард        | Мартин Фишер        | 2-6 6-1 6-3       |
| 12. | 26 апреля 2015  | Шарм-эш-Шейх, Египет   | Хард        | Мохамед Сафват      | 6-2 7-6(4)        |
| 13. | 6 сентября 2015 | Санкт-Пёльтен, Австрия | Грунт       | Паскаль Бруннер     | 3-6 6-3 6-4       |
| 14. | 17 апреля 2016  | Хаммамет, Тунис        | Грунт       | Паскаль Бруннер     | 7-6(4) 6-3        |
| 15. | 8 мая 2016      | Анталья, Турция        | Хард        | Марк Зибер          | 6-2 6-2           |
| 16. | 15 мая 2016     | Анталья, Турция        | Хард        | Анил Юксель         | 6-1 6-3           |
| 17. | 7 мая 2017      | Анталья, Турция        | Грунт       | Хуан Пабло Варильяс | 6-2 6-2           |
| 18. | 14 мая 2017     | Анталья, Турция        | Грунт       | Марк Зибер          | 6-4 6-4           |
| 19. | 16 июля 2017    | Пардубице, Чехия       | Грунт       | Алекс Молчан        | 7-6(3) 6-3        |
| 20. | 6 августа 2017  | Фогау, Австрия         | Грунт       | Франко Агаменоне    | 6-3 6-2           |
| 21. | 13 августа 2017 | Инсбрук, Австрия       | Грунт       | Бруно Сантанна      | 6-3 6-2           |
| 22. | 27 августа 2017 | Суботица, Сербия       | Грунт       | Джанмарко Морони    | 6-3 6-7(4) 6-2    |
| 23. | 1 октября 2017  | Анталья, Турция        | Грунт       | Мате Делич          | 6-3 6-4           |
| 24. | 14 апреля 2019  | Тайбэй, Тайвань        | Ковёр (зал) | Сергей Стаховский   | 6-2 6-4           |
| 25. | 10 ноября 2019  | Братислава, Словакия   | Хард (зал)  | Дамир Джумхур       | 6-1 6-1           |
| 26. | 8 января 2023   | Нонтхабури, Таиланд    | Хард        | У Дунлинь           | 6-4 6-4           |

#### Поражения (13)
| №   | Дата             | Турнир                | Покрытие   | Соперник в финале        | Счёт              |
| 1.  | 10 июня 2012     | Марибор, Словения     | Грунт      | Петру-Александру Лункану | 3-6 1-6           |
| 2.  | 21 июля 2013     | Крамзах, Австрия      | Грунт      | Янеж Семраич             | 5-7 0-6           |
| 3.  | 18 августа 2013  | Инсбрук, Австрия      | Грунт      | Лоран Локоли             | 6-7(1) 3-6        |
| 4.  | 13 октября 2013  | Анталья, Турция       | Хард       | Мате Павич               | 4-6 2-6           |
| 5.  | 23 марта 2014    | Пула, Италия          | Грунт      | Марко Чеккинато          | 4-6 2-6           |
| 6.  | 15 июня 2014     | Шарм-эш-Шейх, Египет  | Грунт      | Марк Хинер               | 3-6 1-6           |
| 7.  | 13 июля 2014     | Кассель, Германия     | Грунт      | Петер Торебко            | 7-6(6) 4-6 6-7(2) |
| 8.  | 6 ноября 2016    | Шарм-эш-Шейх, Египет  | Хард       | Бенжамен Бонзи           | 6-4 3-6 1-6       |
| 9.  | 11 марта 2018    | Анталья, Турция       | Грунт      | Хуан Пабло Варильяс      | 4-6 4-6           |
| 10. | 23 июня 2019     | Илкли, Великобритания | Трава      | Доминик Кёпфер           | 6-3 3-6 6-7(5)    |
| 11. | 3 октября 2021   | Орлеан, Франция       | Хард (зал) | Хенри Лааксонен          | 1-6 6-2 2-6       |
| 12. | 14 августа 2022  | Мербуш, Германия      | Грунт      | Бернабе Сапата Миральес  | 1-6 2-6           |
| 13. | 18 сентября 2022 | Щецин, Польша         | Грунт      | Корантен Муте            | 2-6 7-6(5) 4-6    |

### Финалы турнировATPв парном разряде (1)

#### Поражения (1)
| Легенда                    |
| -------------------------- |
| Турниры Большого шлема (0) |
| Итоговый турнир ATP (0)    |
| ATP Мастерс 1000 (0)       |
| АТР 500 (0)                |
| АТР 250 (0)                |

| №  | Дата         | Турнир            | Покрытие | Партнёр     | Соперники в финале           | Счёт           |
| 1. | 23 июля 2016 | Кицбюэль, Австрия | Грунт    | Доминик Тим | Уэсли Колхоф Матве Мидделкоп | 6-2 3-6 [9-11] |

### Финалы челленджеров и фьючерсов в парном разряде (10)

#### Победы (4)
| №  | Дата            | Турнир                     | Покрытие | Партнёр           | Соперники в финале                   | Счёт            |
| 1. | 11 августа 2013 | Вельс, Австрия             | Грунт    | Паскаль Бруннер   | Патрик Офнер Себастьян Штиефельмейер | 6-1 6-1         |
| 2. | 29 июня 2014    | Зефельд-ин-Тироль, Австрия | Грунт    | Паскаль Бруннер   | Якоб Кахун Эрик Эллиот               | 6-3 6-4         |
| 3. | 10 августа 2014 | Вельс, Австрия             | Грунт    | Паскаль Бруннер   | Кирилл Дмитриев Дмитрий Попко        | 6-4 6-3         |
| 4. | 14 мая 2017     | Анталья, Турция            | Грунт    | Томас Статсбергер | Джоэл Кеннел Райан Джеймс Сторри     | 6-0 2-6 [14-12] |

#### Поражения (6)
| №  | Дата            | Турнир                 | Покрытие | Партнёр          | Соперники в финале                     | Счёт               |
| 1. | 22 июля 2012    | Крамзах, Австрия       | Грунт    | Максим Дубаренко | Мислав Хизак Йереми Ян                 | 3-6 6-4 [4-10]     |
| 2. | 13 октября 2013 | Анталья, Турция        | Хард     | Паскаль Бруннер  | Андрей Капаш Гжегож Панфил             | 3-6 6-2 [7-10]     |
| 3. | 26 октября 2014 | Анталья, Турция        | Хард     | Кирилл Дмитриев  | Тристан-Самуэль Вайссборн Янеж Семраич | 3-6 7-5 [2-10]     |
| 4. | 6 сентября 2015 | Санкт-Пёльтен, Австрия | Грунт    | Паскаль Бруннер  | Тристан-Самуэль Вайссборн Лукас Мидлер | 3-6 3-6            |
| 5. | 9 июля 2017     | Усти-над-Орлици, Чехия | Грунт    | Томас Штацбергер | Матей Воцел Марек Генгел               | 7-6(3) 1-6 [14-16] |
| 6. | 27 августа 2017 | Суботица, Сербия       | Грунт    | Томас Штацбергер | Вит Копршива Ярослав Поспишил          | 2-6 6-3 [6-10]     |

## Примечание
1. 1 2  сайт ATP
2. 1 2 3 4 5  Начал турнир с квалификации.